# Brekcjowa Turnia
Brekcjowa Turnia (ang. Breccia Crag) – szczyt na Wyspie Króla Jerzego, na zachód od Polskiej Stacji Antarktycznej im. H. Arctowskiego. Wznosi się na wysokość ok. 200 m n.p.m. u zachodnich brzegów zatoki Hervé Cove, będącej częścią fiordu Ezcurra. Zbudowana jest w większości z brekcjowych skał, skąd też pochodzi jej nazwa. Po południowej stronie szczytu leży Lodospad Dery.